# Памятники истории и культуры местного значения Абайской области
Памятники истории и культуры местного значения Абайской области — отдельные постройки, здания и сооружения с исторически сложившимися территориями указанных построек, зданий и сооружений, мемориальные дома, кварталы, некрополи, мавзолеи и отдельные захоронения, произведения монументального искусства, каменные изваяния, наскальные изображения, памятники археологии, включенные в Государственный список памятников истории и культуры местного значения Абайской области и являющиеся потенциальными объектами реставрации, представляющие историческую, научную, архитектурную, художественную и мемориальную ценность и имеющие особое значение для истории и культуры всей страны.
Списки памятников истории и культуры местного значения утверждаются исполнительным органом региона по представлению уполномоченного органа по охране и использованию историко-культурного наследия.

## История
20 марта 2023 года постановлением № 58 акимата Абайской области утверждён список из 410 объектов. Список памятников Абайской области разделён на следующие разделы:
- Курчатов
- Семей
- Абайский район
- район Аксуат
- Аягозский район
- Бескарагайский район
- Бородулихинский район
- Жарминский район
- Кокпектинский район
- Урджарский район